# 今津節生
今津 節生（いまづ せつお、1955年5月5日 - ）は、日本の考古学者、博士。奈良大学学長。専門は文化財保存科学。

## 来歴
和歌山県生まれ。和歌山県立田辺高等学校を経て、1978年駒澤大学経済学部卒業。1980年青山学院大学文学部史学科卒業。1982年同大学大学院文学研究科史学専攻（考古学）修士課程修了。1985年同博士課程単位取得退学。同年に福島県立博物館準備室学芸員を経て、同博物館保存科担当学芸員。1987年奈良県立橿原考古学研究所主任研究員、1989年同研究所保存科学研究室長。2000年同資料室総括研究員を兼務。
1994年京都工芸繊維大学大学院工学研究科学術博士。2005年九州国立博物館博物館科学科室長・課長を経て、2016年奈良大学文学部文化財学科教授。同文学部長、大学院文学研究科長。2022年奈良大学学長。同年9月11日に日本文化財科学会会長。文化財保存修復学会運営委員、国際博物館会議アシスタント・コーディネーターを歴任。

## 受賞
- 第12回 文化財保存修復学会学会賞[4]
- 第27回 奈良新聞文化賞[5]
- 第42回 スガウェザリング技術振興財団科学技術賞[6]

## 著書
- 「国立国会図書館」を参照

### 論文
- CiNii>